# 水戸黄門 (第39-43部)

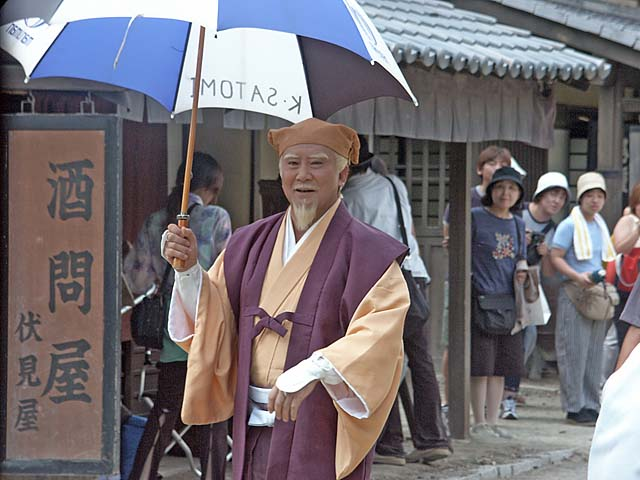
里見浩太朗が演じる水戸黄門（5代目）

本項では、TBSテレビのパナソニック ドラマシアター（旧ナショナル劇場）において放送されていた時代劇『水戸黄門』（みとこうもん）の里見浩太朗が主演したシリーズのうち、2008年から2011年にかけて放送枠がパナソニック ドラマシアターへ変更されて以降の第39部から第43部と、2011年12月19日に放送された最終回スペシャル、2015年6月29日に放送された水戸黄門 スペシャルについて記述する。
里見浩太朗が主演したシリーズのうち、放送枠がナショナル劇場だった第31部から第38部に関しては水戸黄門 (第31-38部)を参照。

## 各部の概要
放送日はTBSおよび同時ネット局を基準とし、レギュラー・準レギュラーの経験があるゲストは太字で表記する。
出演者の芸名は放送当時のもので記載しているため、現在と異なる場合がある。

### 第39部
『水戸黄門 第39部』（みとこうもん だい39ぶ）は2008年10月13日から2009年3月23日までTBSで放送されたパナソニック ドラマシアターのドラマ。製作はC.A.L。全22話（通算1152回）。

#### ストーリー
長崎で密貿易が行われていることを知った光圀は、その真相を究明するため旅立つ。

#### キャスト

##### メインレギュラー
- 水戸光圀：里見浩太朗
- 佐々木助三郎：原田龍二
- 渥美格之進：合田雅吏
- 疾風のお娟：由美かおる
- おけらの新助：松井天斗
- 山野辺早月：磯山さやか
- 風車の弥七：内藤剛志

##### 準レギュラー
- 橋場大二郎：徳重聡（第1話、第22話）
- 橋場善明：篠塚勝（第1話、第10話）
- 永井左衛門：有川博（第1話、第10話）
- 寺田屋茂兵衛：石井愃一（第1話、第10話）
- 山野辺兵庫：長門裕之（第1話～第2話、第9話～第10話、第22話）
- 隆光：麿赤兒（第1話、第10話、第22話）
- 徳川綱吉：中村繁之（第1話、第22話）
- 柳沢吉保：石橋蓮司（第1話、第10話、第22話）
- 桂昌院：岩崎加根子（第1話、第10話、第22話）
- 佐々木静枝：池内淳子（第1話）

#### スタッフ
- 製作総指揮：松下正治
- 製作：中尾幸男（チーフプロデューサー）、逸見勉
- 企画：田中勝久
- 脚本：宮川一郎（第1話、第10話、第14話）、横山一真（第2話、第8話、第15話、第21話）、櫻井康裕（第3話、第9話、第18話、第22話）、山田孝行（第4話、第6話、第17話）、小木曽豊斗（第5話、第11話、第19話）、岡本さとる（第7話、第13話、第20話）、峯尾基三（第12話）、沢橋凜（第16話）
- 音楽：木下忠司
- 特技：宍戸大全
- プロデューサー：笠谷智之
- プロデューサー：樋口祐三、進藤盛延
- 撮影：長谷川光德、山本辰也、都築雅人、津田宗幸
- 照明：土居欣也、畑下隆憲、亀山譲
- 録音：田辺義教、中川清、田代博司、佐藤茂樹
- 美術：秋好泰海、山下謙爾、高見哲也、辻野大
- 助監督：佐藤晴夫、和田圭一、生駒誠、喜田川隆義
- 記録：小川加津子、西村直美、内藤幸子
- 編集：藤原公司
- VE：作村龍二、杉原典彦、山口哲史、山本辰也、横山丈浩
- ビデオ編集：髙田晴伸
- 技術協力：IMAGICAウェスト、オーカー
- 整音：神戸孝憲
- 邦楽監修：中本哲
- 擬斗：菅原俊夫、上野隆三、清家三彦（東映剣会）
- 騎馬：岸本乗馬センター
- 舞踊振付：花柳双子
- 装置：森俊昭
- 装飾：籠尾和人、西川由紀夫
- 小道具：高津商会
- スチール：荒川大介
- 衣裳：植田光三、中沢麻美、熊田美千代
- 美粧・結髪：東和美粧
- かつら：山崎かつら
- 演技事務：山下義明
- プロデューサー補：髙崎稔千
- 制作担当：森井敦
- 進行主任：梅原重行、伊達知永
- 協力：御室・仁和寺（第1話）、京都・大覚寺、東映太秦映画村、八幡堀を守る会、滋賀ロケーションオフィス（第4話）、京都・仁和寺（第6話）、京都府立植物園（第11話）
- 協力：財団法人水府明徳会 西山荘
- 制作協力：オフィス・ヘンミ
- 文芸担当：皿田明
- 番組宣伝：河野裕之
- 題字：朝比奈宗源
- 印籠制作：若島宗齋
- ナレーター：鈴木史朗
- 監督：金鐘守（第1話、第16話〜第17話）、齋藤光正（第2話〜第3話、第14話〜第15話）、井上泰治（第4話〜第5話、第10話、第13話、第18話〜第19話）、矢田清巳（第6話〜第7話、第20話〜第21話）、和田圭一（第8話〜第9話）、上杉尚祺（第11話〜第12話）、森本浩史（第22話）
- 制作協力：東映太秦映像
- 製作：C.A.L

#### 主題歌
オープニングテーマ
あゝ人生に涙あり
作詞 - 山上路夫 / 作曲 - 木下忠司 / 唄 - 原田龍二、合田雅吏

#### 解説
- スポンサーの松下電器産業の社名がパナソニックに変わり、番組枠名称も『ナショナル劇場』から『パナソニック ドラマシアター』に変更となった。
- 将軍綱吉役は中村繁之、柳沢吉保役は石橋蓮司になる。また、このシリーズから綱吉の母・桂昌院（岩崎加根子）、祈祷僧・隆光（麿赤兒）が登場する。
- 第35部以来3年ぶりに山野辺兵庫（長門裕之）が登場する。このシリーズ以降の兵庫は水戸藩国家老を退き、西山荘の管理人という設定である。また、兵庫の孫娘・早月（磯山さやか）が旅のお供をする。磯山は光圀ゆかりの地・茨城県出身である。
- 早月の許婚・橋場大二郎（徳重聡）と大二郎の兄で長崎奉行の橋場善明（篠塚勝）が登場する。早月と大二郎は最終話で結婚している。
- 脚本家・宮川一郎が2008年12月12日に逝去した。印籠シーンの生みの親であり、第1部 第1話をはじめ、74本の作品を手掛けた。第14話が最後の脚本となった。
- オープニングの西山荘の映像が今までのものから、秋の紅葉などの四季の風景に変更された。また、「あゝ人生に涙あり」は1番・3番になった。
- 第1話のオープニングとエンディングでは「あゝ人生に涙あり」の1番・3番を2人が一緒に歌うという構成のものが使用された。
- 第36部から登場していたおけらの新助（松井天斗）の最終シリーズである。
- 第34部から登場していた佐々木静枝役の池内淳子が第42部の放送前に亡くなったため、このシリーズの第1話が事実上最後の出演となった。

#### TBSチャンネルでの再放送
- 2018年5月1日から、CS初放送として、TBSチャンネル1にて放送開始。ただし、本放送時の初回2時間スペシャルは前編・後編に分割して放送のため、放送回数は23回となる。

#### BS-TBSでの再放送
- 2023年1月10日から2月12日までBS-TBSの18時30分からの時代劇再放送枠で放送された。ただし、本放送時の初回2時間スペシャルは前編・後編に分割して放送のため、放送回数は23回となる。

### 第40部
『水戸黄門 第40部』（みとこうもん だい40ぶ）は2009年7月27日から2009年12月21日までTBSで放送されたパナソニック ドラマシアターのドラマ。製作はC.A.L。全20話（通算1172回）。

#### ストーリー
江戸で津軽藩と幕府の旗本との間に勃発した争いを収めた光圀は、同藩主・信政に事の一部始終を報告するため、弘前を目的地に諸国漫遊の旅に出る。

#### キャスト

##### メインレギュラー
- 水戸光圀：里見浩太朗
- 佐々木助三郎：原田龍二
- 渥美格之進：合田雅吏
- 疾風のお娟：由美かおる
- ちゃっかり八兵衛：林家三平
- 風車の弥七：内藤剛志
- お千代：三津谷葉子（第1話〜第3話）

##### 準レギュラー
- うっかり八兵衛：高橋元太郎（第1話、第20話）
- 臥雲坊：高知東生（第1話、第4話）
- 松尾芭蕉：堺正章（第1話、第5話、第13話、第17話）
- 河合曽良：田宮五郎（第1話、第5話、第13話、第17話）
- 山野辺兵庫：長門裕之（第1話）
- 徳川綱吉：中村繁之（第20話）
- 隆光：麿赤兒（第1話、第17話、第20話）
- 柳沢吉保：石橋蓮司（第1話、第17話、第20話）
- 桂昌院：岩崎加根子（第1話）

#### スタッフ
- 製作総指揮：松下正治
- 製作：中尾幸男（チーフプロデューサー）、逸見勉
- 企画：田中勝久
- 脚本：岡本さとる（第1話、第4話、第9話、第16話、第20話）、山田孝行（第2話、第10話、第15話）、小木曽豊斗（第3話、第11話〜第12話、第18話）、横山一真（第5話、第8話、第13話、第17話）、櫻井康裕（第6話、第14話、第19話）、沢橋凛（第7話）
- 音楽：木下忠司
- 特技：宍戸大全
- プロデューサー：笠谷智之
- プロデューサー：樋口祐三、進藤盛延
- 撮影：山本辰也、長谷川光德、都築雅人
- 照明：畑下隆憲、亀山譲、土居欣也
- 録音：中川清、田代博司、田辺義教、佐藤茂樹
- 美術：辻野大、吉田孝ほか
- 助監督：和田圭一、佐藤晴夫、六車雅宣
- 記録：小川加津子、西村直美、内藤幸子、永倉美香
- 編集：藤原公司
- VE：作村龍二、杉原典彦、山口哲史、山本辰也
- ビデオ編集：髙田晴伸
- 技術協力：IMAGICAウェスト
- 整音：神戸孝憲
- 邦楽監修：中本哲
- 擬斗：清家三彦、上野隆三、菅原俊夫（東映剣会）
- 騎馬：岸本乗馬センター
- 舞踊振付：花柳双子、若柳錦秀
- 装置：森俊昭
- 装飾：西川由紀夫、籠尾和人、長尾康久
- 小道具：高津商会
- スチール：荒川大介
- 衣裳：植田光三、熊田美千代、中澤麻美
- 美粧・結髪：東和美粧
- かつら：山崎かつら
- 演技事務：山下義明
- プロデューサー補：髙崎稔千
- 制作担当：森井敦
- 進行主任：伊達知永、梅原重行、世古美智子
- 協力：御室・仁和寺（第1話）、元離宮・二條城（第3話）、京都嵐山・宝厳院（第4話、第14話）、関西セミナーハウス（第11話）、大本山くろ谷・金戒光明寺（第12話）、京都・大覚寺、東映太秦映画村
- 協力：財団法人水府明徳会 西山荘
- 制作協力：オフィス・ヘンミ
- 文芸担当：皿田明
- 番組宣伝：河野裕之
- 題字：朝比奈宗源
- 印籠制作：若島宗齋
- ナレーター：鈴木史朗
- 監督：金鐘守（第1話、第9話、第12話、第15話〜第16話）、矢田清巳（第2話〜第3話、第6話、第8話、第13話〜第14話、第19話〜第20話）、井上泰治（第4話〜第5話、第7話、第10話〜第11話、第17話〜第18話）
- 制作協力：東映太秦映像
- 製作：C.A.L

#### 主題歌
オープニングテーマ
あゝ人生に涙あり
作詞 - 山上路夫 / 作曲 - 木下忠司 / 唄 - 原田龍二、合田雅吏

#### 解説
- 放送開始40周年記念シリーズ。
- 江戸でうっかり八兵衛（高橋元太郎）が実の子同様にかわいがっているちゃっかり八兵衛（林家三平）がレギュラーに加わる。なお、うっかり八兵衛の登場は1000回記念スペシャル以来6年ぶりで、第1話と第20話に登場する。この際登場したうっかり八兵衛は以前より年齢を重ねた風貌になっていた。
- 第3話まで立花屋政五郎（火野正平）の娘・お千代（三津谷葉子）が旅のお供をする。また、松尾芭蕉（堺正章）とその弟子・河合曽良（田宮五郎）、弥七の兄弟弟子であった臥雲坊（高知東生）が登場する。
- 第1話では弥七が青い風車を使用している。その謎は第4話で解明された。
- 第1話の2時間スペシャルは、17時50分 - 19時50分まで『総力報道!THE NEWS』の放送があったため、スペシャル版としては史上初となる20時00分からの放送となった。
- 第1話のエンディングでは、「あゝ人生に涙あり」の1番・3番が使用された。
- 第2話では原田の弟である本宮泰風がゲスト出演している。
- 第8話で偽黄門役として笹野高史がゲスト出演している。
- 第14話で由美がレギュラー出演700回と同時に入浴シーン200回を達成した。
- 第17話にTBSアナウンサーの加藤シルビアが出演している。
- 第39部から登場していた山野辺兵庫役の長門裕之、桂昌院役の岩崎加根子の最終シリーズである。

#### TBSチャンネルでの再放送
- 2018年6月5日から、CS初放送として、TBSチャンネル1で放送開始。ただし、本放送時の初回2時間スペシャルは分割して放送のため、放送回数は21回となる。

#### BS-TBSでの再放送
- 2023年2月13日から3月13日までBS-TBSの18時30分からの時代劇再放送枠で放送された。ただし、本放送時の初回2時間スペシャルは前編・後編に分割して放送のため、放送回数は21回となる。

### 第41部
『水戸黄門 第41部』（みとこうもん だい41ぶ）は2010年4月12日から2010年6月28日までTBSで放送されたパナソニック ドラマシアターのドラマ。製作はC.A.L。全12話（通算1184回）。

#### ストーリー
琉球との貿易を巡る柳沢の野望を粉砕するため、一行は薩摩を目指して東海道の旅に出る。

#### キャスト

##### メインレギュラー
- 水戸光圀：里見浩太朗
- 佐々木助三郎：原田龍二
- 渥美格之進：合田雅吏
- 疾風のお娟：由美かおる
- ちゃっかり八兵衛：林家三平
- 風車の弥七：内藤剛志
- 虚空無幻斎：大沢樹生（第1話～第8話、第10話～第12話）
- 東条隼斗：市瀬秀和（第1話～第8話、第10話～第12話）
- 新吉：伊澤柾樹（第1話～第11話）

##### 準レギュラー
- 町田勘解由：小沢象（第1話～第2話、第12話）
- 佐々木美加：須藤温子（第1話～第3話）
- 茂三：なべおさみ（第11話、第12話）
- 隆光：麿赤兒（第1話～第2話、第12話）
- 徳川綱吉：中村繁之（第1話、第2話）
- 柳沢吉保：石橋蓮司（第1話～第2話、第12話）
- 大船屋長兵衛：松方弘樹（第11話、第12話）

#### スタッフ
- 製作総指揮：松下正治
- 製作：中尾幸男（チーフプロデューサー）、逸見勉
- 企画：田中勝久
- 脚本：岡本さとる（第1話〜第2話、第11話〜第12話）、横山一真（第3話、第7話）、櫻井康裕（第4話、第10話）、山田孝行（第5話）、小木曽豊斗（第6話）、小瀧光郎（第8話）、金子成人（第9話）
- 音楽：木下忠司
- 特技：宍戸大全
- プロデューサー：笠谷智之
- プロデューサー：樋口祐三、進藤盛延
- 撮影：長谷川光德、都築雅人
- 照明：亀山譲、土井欣也、畑下隆憲
- 録音：田代博司、佐藤茂樹、中川清
- 美術：辻野大、山下謙爾
- 助監督：和田圭一、佐藤晴夫、髙垣博也、六車雅宣
- 記録：西村直美、内藤幸子、小川加津子
- 編集：藤原公司
- VE：山本辰也、作村龍二
- ビデオ編集：中尾逸子
- 技術協力：IMAGICAウェスト
- 整音：神戸孝憲
- 邦楽監修：中本哲
- 擬斗：菅原俊夫、清家三彦（東映剣会）
- 騎馬：岸本乗馬センター（第1話）
- 舞踊振付：花柳双子（第2話）
- 装置：森俊昭
- 装飾：籠尾和人
- 小道具：高津商会
- スチール：荒川大介
- 衣裳：植田光三、熊田美千代
- 美粧・結髪：東和美粧
- かつら：山崎かつら
- 演技事務：山下義明
- プロデューサー補：髙崎稔千
- 制作担当：森井敦
- 進行主任：伊達知永
- 協力：山口県立萩美術館 浦上記念館、大本山・随心院、京都・大覚寺（第1話、第2話）、伝統鎌倉彫事業共同組合（第3話、第4話）、川崎・砂子の里資料館（第4話、第7話は川崎砂子の里資料館表記）（第3話～第5話、第7話、第12話）、山口県立図書館浦上資料館、浜松フィルムコミッション（第6話）、国立国会図書館、八幡堀を守る会（第11話）、滋賀ロケーションオフィス（第11話、第12話）、鹿児島県陶業協同組合（第12話）、東映太秦映画村
- 制作協力：オフィス・ヘンミ
- 文芸担当：皿田明
- 番組宣伝：河野裕之
- 題字：朝比奈宗源
- 印籠制作：若島宗齋
- ナレーター：鈴木史朗
- 監督：井上泰治（第1話〜第2話、第9話〜第10話）、金鐘守（第3話〜第4話、第11話〜第12話）、矢田清巳（第5話〜第6話）、和田圭一（第7話〜第8話）
- 制作協力：東映太秦映像
- 製作：C.A.L

#### 主題歌
オープニングテーマ
あゝ人生に涙あり
作詞 - 山上路夫 / 作曲 - 木下忠司 / 唄 - 原田龍二、合田雅吏

#### 解説
- 新吉（伊澤柾樹）が第11話まで旅のお供をする。
- 第35部以来5年ぶりとなるレギュラー刺客として、柳沢吉保配下の公儀隠密の頭目 虚空無幻斎（大沢樹生）が第12話まで登場する。また、幻斎を師の仇として追う孤高の薩摩浪人 東条隼斗（市瀬秀和）も第12話まで登場する。
- 第37部以来3年ぶりに美加（須藤温子）が登場する。キャストの変更に伴い、設定が仙台藩士の妹から水戸の武家の娘に変更されている。助三郎と美加は第1話で結婚するが、助三郎が既婚の設定になるのは、里見が演じていた第17部以来22年ぶりとなる。
- 第1話と第2話は第38部以来2年ぶりに2話完結のストーリーとなる。
- オープニングの映像が今までのものから、一行が立ち寄る旅先の現在の風景や工芸品の映像に変更される。
- 第29部以降は原則2クールで放送してきたが、このシリーズは作品構成上の都合により1クールでの放送となった。
- 助三郎役の原田龍二、格之進役の合田雅吏、疾風のお娟役の由美かおる、将軍綱吉役中村繁之、隆光役の麿赤兒[1]、第28部からナレーターを務めていた鈴木史朗の最終シリーズである。由美は第16部から第28部までかげろうお銀を、第29部からはお娟を演じ、24年にわたってのレギュラー出演となった[2]。鈴木は当時72歳で、降板時の年齢は芥川隆行（71歳）を上回り最年長となった。
- このシリーズをもって、長らく使用された「特技 宍戸大全」というテロップが姿を消した。
- このシリーズでは、アナログ放送が画面サイズ13:9のセミレターボックスでの放送となった。[3]

#### BS-TBSでの再放送
- 2015年6月8日から6月26日までBS-TBSの18時からの時代劇再放送枠で放送された。ただし、第5話のみは放送されなかった。また、2023年9月21日から10月11日までは18時30分からの時代劇再放送枠で放送された。

#### TBSチャンネルでの再放送
- 2019年4月1日から、TBSチャンネル1 にて、CS初として放送開始。

### 第42部
『水戸黄門 第42部』（みとこうもん だい42ぶ）は2010年10月11日から2011年3月21日までTBSで放送されたパナソニック ドラマシアターのドラマ。製作はC.A.L。全21話（通算1205回）。

#### ストーリー
光圀の子・松平頼常が治める高松藩でお世継ぎ騒動が勃発する。また、糸魚川では密かにヒスイが採れていた。老中・土屋相模守から糸魚川に赴いてヒスイの謎を究明することを依頼された光圀は、助三郎・格之進らとともに町人を装い、糸魚川を経由して高松を目指し旅立つ。

#### キャスト

##### メインレギュラー
- 水戸光圀：里見浩太朗
- 佐々木助三郎：東幹久
- 渥美格之進：的場浩司
- 楓：雛形あきこ
- 八兵衛：林家三平
- 風車の弥七：内藤剛志

##### 準レギュラー
- お娟：由美かおる（第1話、第22話）
- 翁屋与右衛門：前川清（第1話、第22話）
- 徳川綱吉：風間トオル（第1話、第22話）
- 土屋相模守：小野寺昭（第1話、第5話、第11話、第16話、第22話）
- 大久保加賀守：近藤正臣（第1話、第5話、第11話、第16話、第22話）

#### スタッフ
- 製作総指揮：松下正治
- 製作：中尾幸男（チーフプロデューサー）、逸見勉
- 企画：田中勝久
- 脚本：金子成人（第1話、第5話、第11話、第16話）、横山一真（第2話、第7話、第15話、第18話）、櫻井康裕（第3話、第8話、第21話）、山田孝行（第4話、第10話）、小木曽豊斗（第6話、第14話）、岡崎由紀子（第9話、第13話、第19話）、水谷龍二（第12話、第20話）、大原久澄（第17話）
- 音楽：木下忠司
- プロデューサー：小野鉄二郎
- プロデューサー：樋口祐三、進藤盛延
- 撮影：長谷川光德、都築雅人、山本辰也
- 照明：亀山譲、畑下隆憲、土居欣也
- 録音：佐藤茂樹、中川清
- 美術：辻野大
- 記録：西村直美、小川加津子、内藤幸子
- 編集：藤原公司
- VE：作村龍二、山本辰也、山口哲史、杉原典彦
- ビデオ編集：中尾逸子
- 技術協力：IMAGICAウェスト、JBS
- 助監督：佐藤晴夫、和田圭一、喜田川隆義、六車雅宣、
- 擬斗：清家三彦、菅原俊夫（東映剣会）、中村健人（JAE）、上野隆三（東映剣会）
- 整音：神戸孝憲
- 邦楽監修：中本哲
- 特技：宍戸大全アクションチーム（第1話のみ）
- アクション：森山陽介アクションチーム（第2話以降）
- 装置：森俊昭
- 装飾：西川由紀夫、窪田治、長尾康久、籠尾和人
- 小道具：高津商会
- スチール：荒川大介
- 演技事務：山下義明
- 進行：伊達知永
- 進行主任：梅原重行
- 衣裳：中澤麻美、熊田美千代、古賀博隆
- 美粧・結髪：東和美粧
- かつら：山崎かつら
- 騎馬：岸本乗馬センター（第1話、第19話）
- 舞踊振付：花柳双子（第15話）
- 制作担当：森井敦
- プロデューサー補：髙崎稔千
- 協力：郵政資料館（第1話、第11話、第15話、第16話、第19話）京都・大覚寺（第1話、第15話）、京都・仁和寺（第11話）、丹波篠山市フィルムコミュッション（第12話）、国宝・彦根城（第16話）、塩尻・木曽フィルムコミッション、伊那谷フィルムコミュッション（第19話）、東映太秦映画村
- 制作協力：オフィス・ヘンミ
- 文芸担当：皿田明
- 番組宣伝：河野裕之
- 題字：朝比奈宗源
- 印籠制作：若島宗齋
- 語り：槇大輔
- 監督：矢田清巳（第1話、第5話、第7話、第12話、第13話、第20話）、井上泰治（第2話、第3話、第14話、第15話、第21話）、金鐘守（第4話、第6話、第8話、第9話、第18話、第19話）、上杉尚祺（第10話、第11話）、森本浩史（第16話、第17話）
- 制作協力：東映太秦映像
- 製作：C.A.L

#### 主題歌
オープニングテーマ
あゝ人生に涙あり
作詞 - 山上路夫 / 作曲 - 木下忠司 / 唄 - 東幹久、的場浩司

#### 解説
- 助三郎役は東幹久、格之進役は的場浩司になる。配役の変更に伴い一部の設定が刷新され、助三郎は代々水戸藩の祐筆を勤める家柄で光圀の側近、格之進は水戸藩の命を受けて光圀を警護するという設定になった。助三郎と格之進の性格(又はキャラクター)が、4代目助三郎役・格之進役の岸本・山田時代のように助三郎が堅物的、格之進が軟物的になった。また、第40部から登場しているちゃっかり八兵衛（林家三平）は「江戸見物の客の案内業で生計を立てる町人で光圀らとも旧知の仲であり、一行の旅立ちに際して宿の手配や道中を案内する先達の役目を引き受けた」という設定になり、名前も「ちゃっかり」の冠称がなくなって「八兵衛」に変更された。
- 忍びの血を引き、信州上田で問屋場を営む藤兵衛（九十九一）の娘・楓（雛形あきこ）がレギュラーに加わる。雛形は助三郎役の東とは「どんど晴れ」（NHK）で夫婦役で共演している。尚、雛形は前作にて茜役でゲスト出演している。
- 将軍綱吉役は風間トオルになる。また、老中・大久保加賀守（近藤正臣）、土屋相模守（小野寺昭）が登場する。
- 助三郎・格之進の設定が刷新されたことに伴い、第1話では、道中では町人を装うこと、格之進が印籠を預かること、助さん・格さんと呼び合うことなど、今まで定番であったことを改めて話し合いによって決める描写があった。また、今までは格之進が道中日誌を書いていたが、このシリーズでは助三郎が道中日誌を書いている。
- このシリーズから槇大輔がナレーターを務める。また、クレジットも「ナレーター」から「語り」に変更された。
- 第1話に第41部までレギュラーを務めていたお娟（由美かおる）が再登場し、翁屋与右衛門（前川清）と結婚した。お娟と与右衛門夫妻は最終話（第22話）にも登場した。
- 第1話のオープニングでは「あゝ人生に涙あり」の1番を2人が一緒に歌うという構成のものが使用された。また、第12話以降は「あゝ人生に涙あり」のアレンジが再変更され、歌も再録されている。
- 林家三平と第13話でゲスト出演した国分佐智子はこの共演をきっかけに交際を始め、2011年1月23日に婚約を発表した[4]。
- 坂西良太が演じた役の役名が第11話では「海津軍太夫」だが、第16話では「梅津軍太夫」となっている。
- 第20話で共演シーンはないものの、菅原大吉と竹内都子が夫婦で共演を果たしている。
- このシリーズは当初放送通算1200回となる第16話が最終話となる予定だったが[5]、諸般の事情から第22話（東日本大震災関連の報道特別番組により、1話減の第21話。通算1205回）まで放送されることになった。
- オープニングの映像とアイキャッチが印籠を基調としたものに変更される。
- このシリーズからアナログ放送では画面サイズ16:9のレターボックスで放送されている[6]。
- 第41部まで字幕放送では、光圀の台詞のみ黄色で表示され、それ以外の人物の台詞は白で表示されていたが、このシリーズ以降、助三郎・格之進の台詞もそれぞれ水色・緑色で表記されるようになった。
- 3月14日に放送を予定していた第21話は、東日本大震災関連の報道特別番組を放送したため、休止となった。放送枠の都合により第21話は放送順延を行わず欠番[7]とし、翌週の3月21日は予定通り最終話を放送した。その後、この回のゲスト出演者だった田中実が2011年4月25日に首つり自殺してしまったが、この回は11月28日放送の第43部第19話で放送された。
- 最終話では番組初、『パナソニック ドラマシアター』初の解説放送を行った。この回以降、『水戸黄門』の放送のみ解説放送を行っている。なお、この回は東日本大震災の影響でパナソニックが提供を自粛したため、オープニングキャッチは行われず、代わりに「『水戸黄門』今夜のみどころ」を放送。CMはACジャパンのものを放送して、エンディングも『ハンチョウ〜神南署安積班〜（シーズン4）』の開始予告を拡大して放送した。
- 特技のクレジットが「宍戸大全アクションチーム」に書き換わった。その後、宍戸大全がすでに80歳を迎えているなどの年齢の関係から、シリーズ中盤を区切りとして引退した。これにより、一番弟子である森山陽介を後継とする「森山陽介アクションチーム」が新規にクレジットされるようになった。なお、森山陽介は本42部第2話にも出演しており、この時は役名とともにクレジットされた。
- 2012年12月から静岡放送において第42部の再放送が行われたが、その際は第1話から第11話においてもオープニングの歌は新録音版（本放送で12話以降に使用された者）に差し替えられていた。

#### TBSチャンネルでの再放送
- 2019年4月17日から、TBSチャンネル1にて、CS初放送として放送開始。ただし、初回2時間スペシャルは、分割して前後編として放送（このため、CSにおける放送上は全22話）。

#### BS-TBSでの再放送
- 2016年5月7日に第1話のみ放送された。

### 第43部
『水戸黄門 第43部』（みとこうもん だい43ぶ）は2011年7月4日から2011年12月12日までTBSで放送されたパナソニック ドラマシアターのドラマ。製作はC.A.L。全21話（通算1226回）。

#### ストーリー
将軍綱吉は老公に伊勢神宮へ名代として参拝するように依頼するが、実は道中で庶民の暮らしぶりを見てきて欲しいというのが真の願いであった。光圀一行は伊勢神宮を目指して東海道を西進する。

#### キャスト

##### メインレギュラー
- 水戸光圀：里見浩太朗
- 佐々木助三郎：東幹久
- 渥美格之進：的場浩司
- 楓：雛形あきこ
- 八兵衛：林家三平
- 風車の弥七：内藤剛志

##### 準レギュラー
- 徳川綱吉：風間トオル（第2話、第18話）
- 藤井紋太夫：小倉一郎（第21話）
- 柳沢吉保：石橋蓮司（第21話）

#### スタッフ
- 製作総指揮：松下正治
- 製作：山崎純、逸見勉
- 企画：田中勝久
- 脚本：黒土三男（第1話〜第2話、第10話〜第11話、第15話〜第16話、第21話）、大原久澄（第3話、第12話）、水谷龍二（第4話、第17話）、横山一真（第5話〜第6話、第13話、第18話）、小木曽豊斗（第7話、第9話、第19話）、福田卓郎（第8話）、岡崎由紀子（第14話、第20話）
- 音楽：木下忠司
- ゼネラルプロデューサー（チーフプロデューサー）：中尾幸男
- プロデューサー：小野鉄二郎
- プロデューサー：樋口祐三、進藤盛延
- 撮影：山本辰也、津田宗幸ほか
- 照明：亀山譲、土居欣也ほか
- 録音：中川清ほか
- 美術：辻野大ほか
- 記録：西村直美、小川加津子、内藤幸子
- 編集：乾栄司、藤原公司（第19話）
- VE：作村龍二ほか
- ビデオ編集：三上寅彦、中尾逸子
- 技術協力：IMAGICAウェスト
- 助監督：佐藤晴夫、六車雅宜ほか
- 擬斗：清家三彦、菅原俊夫（東映剣会）、中村健人（JAE）
- 整音：神戸孝憲
- 邦楽監修：中本哲
- アクション：森山陽介アクションチーム
- 装置：森俊昭
- 装飾：籠尾和人ほか
- 小道具：高津商会
- スチール：荒川大介
- 演技事務：福中真弓ほか
- 進行主任：伊達知永、梅原重行
- 衣裳：中澤麻美、熊田美千代ほか
- 美粧・結髪：東和美粧
- かつら：山崎かつら
- 協力：郵政資料館（第4話、第12話）
- 制作担当：森井敦
- プロデューサー補：髙崎稔千
- 協力：京都・大覚寺、貴船神社、日吉大社（第4話）、東映太秦映画村
- 制作協力：オフィス・ヘンミ
- 文芸担当：皿田明
- 番組宣伝：河野裕之
- 題字：朝比奈宗源
- 印籠制作：若島宗齋
- 語り：槇大輔
- 進行主任：伊達知永、梅原重行
- 監督：金鐘守（第1話、第5話〜第6話、第8話、第15話、第18話）、矢田清巳（第2話、第4話、第11話〜第12話、第16話、第19話）、井上泰治（第3話、第7話、第9話〜第10話、第20話〜第21話）、山下智彦（第13話〜第14話）
- 制作協力：東映太秦映像
- 製作：C.A.L

#### 主題歌
オープニングテーマ
あゝ人生に涙あり
作詞 - 山上路夫 / 作曲 - 木下忠司 / 唄 - 東幹久、的場浩司

#### 解説
- 地上デジタル放送では第42部の最終話（第22話）で行った視覚障害者のための解説放送をこのシリーズから正式に開始した[8]。解説ナレーションは元TBSアナウンサーの松永邦久が担当する。
- 2011年7月24日正午に地上アナログ放送が終了するのに伴い、アナログ放送では2011年7月18日放送分の第3話が『水戸黄門』の全シリーズを通じて最後の本放送となった[9]。
- このシリーズをもって、『水戸黄門』の放送が終了し、42年の歴史に幕を下ろした[10]。『水戸黄門』の終了を受け、里見浩太朗が2011年7月15日にTBS本社（東京・赤坂）で会見を行い、「ズバッと後ろから斬られた感じ。残念というよりも、痛い」と語った。この年は『3年B組金八先生』と『渡る世間は鬼ばかり』（2012年9月17日にただいま!!2週連続スペシャルを放送）も放送終了しTBSの長寿ドラマシリーズは同シリーズの終了と合わせ幕を閉じた。
- 助三郎役の東幹久、格之進役の的場浩司、楓役の雛形あきこ、将軍綱吉役の風間トオル、柳沢吉保役の石橋蓮司の最終シリーズである。
- 第43部最終話（第21話）の翌週には、最終回（単発）スペシャルが放送された。
- 2011年8月29日は世界陸上韓国テグ中継のため休止。これに伴い、遅れネットを行う各局のうち9月4日放送分について、秋田放送は『五木寛之の新金沢百景〜旅の途中〜』（テレビ金沢制作）、福井放送は『いい旅・夢気分』（テレビ東京制作）、四国放送は『ありえへん∞世界』（テレビ東京制作）にそれぞれ差し替えられた。
- 第14話では格之進が食当りになり印籠を持ったまま寝込んでいたため、クライマックスで悪人に印籠を見せられなかった。しかし光圀が将軍綱吉の名代として伊勢神宮に参拝した際にもらったお札（将軍綱吉の名前入り）を披露することで窮地を乗り切った。
- 第16話では第16部と第17部の第1話に登場した煙の又平と『水戸黄門外伝 かげろう忍法帖』に登場した弟である花火の又八を演じたせんだみつおがゲスト出演した。

#### TBSチャンネルでの再放送
- 2019年5月27日から、TBSチャンネル1にて、CS初放送として放送開始。ただし、本放送時の翌週に放送された特別版の放送はなかった。

#### BS-TBSでの再放送
- 2023年3月14日から4月19日までBS-TBSの18時30分からの時代劇再放送枠で放送された。

### 最終回スペシャル
『水戸黄門 最終回スペシャル』（みとこうもん さいしゅうかいスペシャル）は2011年12月19日に放映された2時間スペシャル時代劇。製作はC.A.L（通算1227回）。これをもって、42年間の放送に幕を閉じるとともに、ナショナル劇場→パナソニックドラマシアターと続いた時代劇の枠も一旦廃止となった。視聴率は13.9%（ビデオリサーチ調べ、関東地区）、通算平均 22.2%

#### キャスト
- 水戸光圀：里見浩太朗
- 佐々木助三郎：東幹久
- 渥美格之進：的場浩司
- 楓：雛形あきこ
- ちゃっかり八兵衛：林家三平
- 風車の弥七：内藤剛志
- 惣右衛門：伊吹吾郎
- お娟：由美かおる
- 片野平九郎：大和田伸也
- そば屋の女将・おふじ：宮園純子
- うっかり八兵衛：高橋元太郎
- 柘植の飛猿：野村将希
- 佐々木静枝：山口いづみ
- 船頭：コロッケ
- 大貫屋の番頭：松井天斗
- 志乃：大村彩子
- 深雪：藤谷美紀
- 井上玄桐：西川きよし
- 謎の侍：あおい輝彦
- 安積厳兵衛：横内正

- 早見新左衛門：西岡徳馬
- 徳川綱吉：風間トオル
- 柳沢吉保：石橋蓮司
- 美濃門太夫：みのもんた
- 家老：田口計
- 隆光：麿赤兒
- 黒沼源太夫：成瀬正孝
- 百姓（川上村の小作）：福本清三
- 佐重：立石美優
- 太吉：土師野隆之介
- 綾姫：佐藤めぐみ
- 並河才蔵：倉田てつを
- 鞍馬千右衛門：柴田侊彦
- 浪乃屋征次：草薙良一
- 川霧の権七郎：坂西良太
- 道兼入道：原口剛
- 伝八：市瀬秀和
- おさち：国分佐智子
- お滝：伊藤榮子
- お路：根本りつ子
- 嘉助：三浦浩一
- 大貫屋銀兵衛：林与一
- 瀬川又蔵：神田正輝

#### スタッフ
- 脚本：横山一真
- チーフプロデューサー：中尾幸男
- プロデューサー：小野鉄二郎、樋口祐三、進藤　盛延
- 技術協力：IMAGICAウェスト
- 擬斗：清家三彦（東映剣会）
- 整音：神戸孝憲
- 邦楽監修：中本哲
- アクション：森山陽介アクションチーム
- 装置：森俊昭
- 小道具：高津商会
- スチール：荒川大介
- 美粧・結髪：東和美粧
- かつら：山崎かつら
- 制作担当：森井敦
- プロデューサー補：髙崎稔千
- 協力：京都・大覚寺、東映太秦映画村
- 制作協力：オフィス・ヘンミ
- 文芸担当：皿田明
- 番組宣伝：河野裕之
- 題字：朝比奈宗源
- 印籠制作：若島宗齋
- 語り：槙大輔
- 監督：矢田清巳
- 制作協力：東映太秦映像
- 製作：C.A.L

#### 主題歌
オープニングテーマ
あゝ人生に涙あり
作詞 - 山上路夫 / 作曲 - 木下忠司 / 唄 - 東幹久、的場浩司

#### 解説
- オープニング映像は通常放送のものとは異なり、各登場人物の実写をバックにキャストが映し出される形式となっている。歌は第43部で使用していたものである。

#### 平均視聴率
- 関東地区：13.9%
- 名古屋地区：17.1%
- 関西地区：14.6%
- 北部九州：10.1%

### 水戸黄門 スペシャル(2015年)
『水戸黄門 スペシャル』（みとこうもん スペシャル）は2015年6月29日月曜21時00分 - 22時54分で放映された2時間スペシャル時代劇。視聴率は10.0%（ビデオリサーチ調べ、関東地区）。

#### ストーリー
ある晩、光圀は息子である松平頼常に斬られるという悪夢を見た。その頃、次期将軍候補である綱豊が度々命を狙われる状況にあった。そこで光圀は、綱豊を狙う刺客を探りつつ、甲府藩主でありながら一度も江戸を出たことがないという綱豊を連れ、甲府に旅立つ。また、松平頼常の悪夢を確かめるべく、甲府から更に大坂・高松へと旅立つ。

#### キャスト
- 水戸光圀：里見浩太朗
- 佐々木助三郎：原田龍二
- 渥美格之進：合田雅吏
- 八兵衛：林家三平
- 柘植の飛猿：野村将希
- 風車の弥七：内藤剛志
- 徳川綱豊：永井大
- 松平頼常：高橋光臣
- 静：平山あや
- お花：小芝風花
- 荒巻眩斎：六平直政
- 田代一郎兵衛：秋野太作
- 韮崎軍兵衛：大谷亮介
- 市兵衛：山内としお
- 渡辺直茂：小沢象
- 隆光：原口剛
- 神原三十郎：佐野圭亮
- 伊平：越村公一
- 友吉：加藤頼
- 佐吉：金城大和
- お恋：高部あい
- お雪：佃井皆美
- お美代：真由子
- 一平太：若山耀人
- 元吉：田村幸士
- 神原三十郎：佐野圭亮
- 徳川綱吉：植草克秀
- 柳沢吉保：田中健
- お美津：大場久美子[12]
- 青夜叉：小川敏明
- 赤夜叉：安藤彰則
- 住職：西山辰夫
- 庄屋：笹木俊志
- 町人代表：田井克幸
- 配下	：柴田善行
- 医師：多賀勝一
- 配下：橋本隆志
- 近習：野依健吾
- 漁師：ANI
- 女中：長谷川るみ
- 〆香：	河原れん
- ぽん太：清川千里
- ごろつき：松永吉訓
- ごろつき：川鶴晃裕
- 近習：北川裕介
- 奥坊主：植本潤
- 磯吉：森遥野
- 大男：キンタカオ
- 黒藤紋太夫：石橋蓮司
- 菊井善右衛門：田村亮
- 紀伊国屋文左衛門：津川雅彦

※以下はノンクレジット
- 僧侶：小峰隆司
- 金山奉行・韮崎軍兵衛の家臣：藤沢徹衛、矢部義章、木下通博、稲田龍雄、木谷邦臣ほか
- ：西山清孝
- ：山口幸晴
- ：福本清三

#### 主題歌
オープニングテーマ
あゝ人生に涙あり
作詞 - 山上路夫 / 作曲 - 木下忠司 / 唄 - 原田龍二、合田雅吏

#### スタッフ
- 脚本：尾西兼一
- 音楽：木下忠司
- 監督：吉川一義
- 特技：森山陽介アクションチーム
- エグゼクティブプロデューサー：白石統一郎
- プロデューサー：髙﨑稔千、森井敦
- 撮影：上赤寿一
- 照明：伊藤伸治
- 録音：中川清
- VE：山本辰也
- 美術：松下ゆかり
- VFX：平興史
- 助監督：平田博志
- 記録：小川加津子
- 装置：柴田優
- 装飾：極並浩史
- 小道具：高津商会
- 衣裳：熊田美千代
- 美粧・結髪：東和美粧
- かつら：山崎かつら
- 擬斗：上野隆三（東映剣会）
- 編成担当：永山由紀子（クレジットなし）
- 邦楽監修：中本哲
- 所作指導：星野美恵子
- 演技事務：進藤盛裕
- 騎馬：岸本乗馬センター
- 編集：乾栄司
- 整音：神戸孝憲
- 番組宣伝：小林久幸、河野裕之
- スチール：入江信隆
- 進行主任：小西剛司
- プロデューサー補：望月郁果
- アソシエイトプロデューサー：本間信行、須藤安芸子、進藤盛延
- 技術協力：IMAGICAウェスト
- CG制作：クロフネプロダクト
- 協力：印傳屋、旧嵯峨御所 大本山 大覚寺、大本山くろ谷 金戒光明寺、大本山 随心院、国宝 彦根城
- 協力：京丹後市平地区、井上産業株式会社、郵政博物館、京丹後フィルムコミッション、滋賀ロケーションオフィス、彦根市フィルムコミッション室、東映太秦映画村
- 題字：朝比奈宗源
- 印籠制作：若島宗齋
- 語り：鈴木史朗
- 制作協力：東映太秦映像
- 製作：C.A.L

#### 解説
- 3年半振りに『月曜ゴールデン』枠の2時間スペシャルで復活した。
- 第31部から光圀役を務めている里見浩太朗の最終シリーズである。
- 助三郎役の原田龍二、格之進役の合田雅吏が再登場。八兵衛役の林家三平、柘植の飛猿役の野村将希、風車の弥七役の内藤剛志が再集結する。ナレーターは、第28部から第41部まで務めた鈴木史朗が再度担当した。今回は、以前のシリーズで由美かおるに代表される定番の入浴シーンは、大坂の商人であるお美津を演じた大場久美子が担当した[12]。
- また、将軍・綱吉役に植草克秀、柳沢吉保役に田中健が登場する。
- 弥七に、お恋・お雪という2人の手下のくノ一がつくようになっている。なお、後にお恋は『CRぱちんこ水戸黄門Ⅲ』、お雪は『ぱちスロ 水戸黄門』にそれぞれ登場している。
- 里見浩太朗、佐野圭亮親子は、共演シーンはないものの、両者が出演している。
- 復活にあたっては、シリーズ初参加の尾西兼一・吉川一義を起用し、「放送開始から長年続いてきた西村俊一・逸見稔[13]のドラマツルギーを外した新しい水戸黄門」を創るという志で作られている。この流れは2017年からのレギュラー番組復活版へとつながっている。
- スポンサーはレギュラー時代のパナソニックグループではなく、通常の『月曜ゴールデン』同様、他社による複数社提供となっていた。水戸市のCMも放送された。
- 関東地区では、2015年12月31日の5:00 - 6:50に再放送された[14]。なお、放送前の2015年10月15日にお恋役の高部あいが麻薬及び向精神薬取締法違反（所持）の容疑で逮捕された影響で、再放送分ではお恋の出演シーンがカットされ、オープニングのクレジットからも高部の名前が削除されている。

#### BS-TBSでの再放送
- 2024年1月3日、2025年1月7日に放送された。